# Repère
Con il termine francese repère (che significa "segnale") sono definiti dei particolari chiodini metallici (generalmente realizzati con una lega di bronzo ottenuta dalla fusione di zinco, rame e stagno), infissi nel modello originale di gesso dallo scultore al fine di poter riprodurre l'opera nelle stesse dimensioni in marmo, utilizzando un pantografo manuale cosiddetto a punti. 
Svariati esempi sono visibili su molte opere originali in gesso, realizzate da Antonio Canova, nelle quali sono ancora presenti i chiodini metallici opportunamente disposti sulle superfici più salienti del modellato, per poterne riprodurre i principali valori plastici prima di procedere all'esecuzione dei particolari e delle finiture.